# Liste der Nummer-eins-Hits in den USA (1967)
Dies ist eine Liste der Nummer-eins-Hits in den von Billboard ermittelten Charts in den USA (Hot 100) im Jahr 1967. In diesem Jahr gab es achtzehn Nummer-eins-Singles und acht Nummer-eins-Alben.

## Singles
| ← 1966 ← | Liste der Nummer-eins-Hits in den USA | Liste der Nummer-eins-Hits in den USA | Liste der Nummer-eins-Hits in den USA                   | 1968 →                    |
| \| Zeitraum \| Wo. ges. \| Interpret \| Titel Autor(en) \| Zusätzliche Informationen \| \| (Zeitraum, Wochen auf Platz eins, Interpret, Titel, Autor[en], zusätzliche Informationen) \| \| \| \| \| \| ----------------------------------------------------------------------------------------- \| -------- \| ---------------------- \| ---------------------------------------------------------- \| ------------------------- \| \| 31. Dezember 1966 – 17. Februar 1967 7 Wochen (insgesamt 7) \| 7 \| The Monkees \| I’m a Believer[1] Neil Diamond \| - \| \| 18. Februar 1967 – 3. März 1967 2 Wochen (insgesamt 2) \| 2 \| The Buckinghams \| Kind of a Drag[2] Jim Holvay \| - \| \| 4. März 1967 – 10. März 1967 1 Woche (insgesamt 1) \| 1 \| The Rolling Stones \| Ruby Tuesday[3] Mick Jagger, Keith Richards \| - \| \| 11. März 1967 – 17. März 1967 1 Woche (insgesamt 1) \| 1 \| The Supremes \| Love Is Here and Now You’re Gone[4] Holland–Dozier–Holland \| - \| \| 18. März 1967 – 24. März 1967 1 Woche (insgesamt 1) \| 1 \| The Beatles \| Penny Lane[5] John Lennon, Paul McCartney \| - \| \| 25. März 1967 – 14. April 1967 3 Wochen (insgesamt 3) \| 3 \| The Turtles \| Happy Together[6] Alan Gordon, Garry Bonner \| - \| \| 15. April 1967 – 12. Mai 1967 4 Wochen (insgesamt 4) \| 4 \| Nancy & Frank Sinatra \| Somethin’ Stupid[7] Carson Parks \| - \| \| 13. Mai 1967 – 19. Mai 1967 1 Woche (insgesamt 1) \| 1 \| The Supremes \| The Happening[8] Holland–Dozier–Holland \| - \| \| 20. Mai 1967 – 2. Juni 1967 2 Wochen (insgesamt 4) \| 4 \| The Young Rascals \| Groovin’[9] Felix Cavaliere, Eddie Brigati \| - \| \| 3. Juni 1967 – 16. Juli 1967 7 Wochen (insgesamt 7) \| 7 \| Aretha Franklin \| Respect[10] Otis Redding \| - \| \| 17. Juni 1967 – 30. Juni 1967 2 Wochen (insgesamt 4) \| 4 \| The Young Rascals \| Groovin’ Felix Cavaliere, Eddie Brigati \| - \| \| 1. Juli 1967 – 28. Juli 1967 4 Wochen (insgesamt 4) \| 4 \| The Association \| Windy[11] Ruthann Friedman \| - \| \| 29. Juli 1967 – 18. August 1967 3 Wochen (insgesamt 3) \| 3 \| The Doors \| Light My Fire[12] The Doors \| - \| \| 19. August 1967 – 25. August 1967 1 Woche (insgesamt 1) \| 1 \| The Beatles \| All You Need Is Love[13] John Lennon, Paul McCartney \| - \| \| 26. August 1967 – 22. September 1967 4 Wochen (insgesamt 4) \| 4 \| Bobbie Gentry \| Ode to Billie Joe[14] Bobbie Gentry \| - \| \| 23. September 1967 – 20. Oktober 1967 4 Wochen (insgesamt 4) \| 4 \| The Box Tops \| The Letter[15] Wayne Carson \| - \| \| 21. Oktober 1967 – 24. November 1967 5 Wochen (insgesamt 5) \| 5 \| Lulu \| To Sir With Love[16] Don Black, Mark London \| - \| \| 25. November 1967 – 1. Dezember 1967 1 Woche (insgesamt 1) \| 1 \| Strawberry Alarm Clock \| Incense and Peppermints[17] John S. Carter, Tim Gilbert \| - \| \| 2. Dezember 1967 – 29. Dezember 1967 4 Wochen (insgesamt 4) \| 4 \| The Monkees \| Daydream Believer[18] John Stewart \| - \| |                                       |                                       |                                                         |                           |
| ← 1966 |                                       |                                       |                                                         | → 1968 →                  |
| Zeitraum | Wo. ges.                              | Interpret                             | Titel Autor(en)                                         | Zusätzliche Informationen |
| (Zeitraum, Wochen auf Platz eins, Interpret, Titel, Autor[en], zusätzliche Informationen) |                                       |                                       |                                                         |                           |
| 31. Dezember 1966 – 17. Februar 1967 7 Wochen (insgesamt 7) | 7                                     | The Monkees                           | I’m a Believer Neil Diamond                             | -                         |
| 18. Februar 1967 – 3. März 1967 2 Wochen (insgesamt 2) | 2                                     | The Buckinghams                       | Kind of a Drag Jim Holvay                               | -                         |
| 4. März 1967 – 10. März 1967 1 Woche (insgesamt 1) | 1                                     | The Rolling Stones                    | Ruby Tuesday Mick Jagger, Keith Richards                | -                         |
| 11. März 1967 – 17. März 1967 1 Woche (insgesamt 1) | 1                                     | The Supremes                          | Love Is Here and Now You’re Gone Holland–Dozier–Holland | -                         |
| 18. März 1967 – 24. März 1967 1 Woche (insgesamt 1) | 1                                     | The Beatles                           | Penny Lane John Lennon, Paul McCartney                  | -                         |
| 25. März 1967 – 14. April 1967 3 Wochen (insgesamt 3) | 3                                     | The Turtles                           | Happy Together Alan Gordon, Garry Bonner                | -                         |
| 15. April 1967 – 12. Mai 1967 4 Wochen (insgesamt 4) | 4                                     | Nancy & Frank Sinatra                 | Somethin’ Stupid Carson Parks                           | -                         |
| 13. Mai 1967 – 19. Mai 1967 1 Woche (insgesamt 1) | 1                                     | The Supremes                          | The Happening Holland–Dozier–Holland                    | -                         |
| 20. Mai 1967 – 2. Juni 1967 2 Wochen (insgesamt 4) | 4                                     | The Young Rascals                     | Groovin’ Felix Cavaliere, Eddie Brigati                 | -                         |
| 3. Juni 1967 – 16. Juli 1967 7 Wochen (insgesamt 7) | 7                                     | Aretha Franklin                       | Respect Otis Redding                                    | -                         |
| 17. Juni 1967 – 30. Juni 1967 2 Wochen (insgesamt 4) | 4                                     | The Young Rascals                     | Groovin’ Felix Cavaliere, Eddie Brigati                 | -                         |
| 1. Juli 1967 – 28. Juli 1967 4 Wochen (insgesamt 4) | 4                                     | The Association                       | Windy Ruthann Friedman                                  | -                         |
| 29. Juli 1967 – 18. August 1967 3 Wochen (insgesamt 3) | 3                                     | The Doors                             | Light My Fire The Doors                                 | -                         |
| 19. August 1967 – 25. August 1967 1 Woche (insgesamt 1) | 1                                     | The Beatles                           | All You Need Is Love John Lennon, Paul McCartney        | -                         |
| 26. August 1967 – 22. September 1967 4 Wochen (insgesamt 4) | 4                                     | Bobbie Gentry                         | Ode to Billie Joe Bobbie Gentry                         | -                         |
| 23. September 1967 – 20. Oktober 1967 4 Wochen (insgesamt 4) | 4                                     | The Box Tops                          | The Letter Wayne Carson                                 | -                         |
| 21. Oktober 1967 – 24. November 1967 5 Wochen (insgesamt 5) | 5                                     | Lulu                                  | To Sir With Love Don Black, Mark London                 | -                         |
| 25. November 1967 – 1. Dezember 1967 1 Woche (insgesamt 1) | 1                                     | Strawberry Alarm Clock                | Incense and Peppermints John S. Carter, Tim Gilbert     | -                         |
| 2. Dezember 1967 – 29. Dezember 1967 4 Wochen (insgesamt 4) | 4                                     | The Monkees                           | Daydream Believer John Stewart                          | -                         |

## Alben
| ← 1966 ← | Liste der Nummer-eins-Alben in den USA | Liste der Nummer-eins-Alben in den USA | Liste der Nummer-eins-Alben in den USA   | 1968 →                    |
| \| Zeitraum \| Wo. ges. \| Interpret \| Titel \| Zusätzliche Informationen \| \| (Zeitraum, Wochen auf Platz eins, Interpret, Titel, zusätzliche Informationen) \| \| \| \| \| \| ------------------------------------------------------------------------------ \| -------- \| ------------------------------- \| -------------------------------------------- \| ------------------------- \| \| 31. Dezember 1966 – 10. Februar 1967 6 Wochen (insgesamt 13) \| 13 \| The Monkees \| The Monkees[19] \| - \| \| 11. Februar 1967 – 16. Juni 1967 18 Wochen (insgesamt 18) \| 18 \| The Monkees \| More of The Monkees[20] \| - \| \| 17. Juni 1967 – 23. Juni 1967 1 Woche (insgesamt 1) \| 1 \| Herb Alpert & The Tijuana Brass \| Sounds Like...[21] \| - \| \| 24. Juni 1967 – 30. Juni 1967 1 Woche (insgesamt 1) \| 1 \| The Monkees \| Headquarters[22] \| - \| \| 1. Juli 1967 – 13. Oktober 1967 15 Wochen (insgesamt 15) \| 15 \| The Beatles \| Sgt. Pepper’s Lonely Hearts Club Band[23] \| - \| \| 14. Oktober 1967 – 27. Oktober 1967 2 Wochen (insgesamt 2) \| 2 \| Bobbie Gentry \| Ode to Billie Joe[24] \| - \| \| 28. Oktober 1967 – 1. Dezember 1967 5 Wochen (insgesamt 5) \| 5 \| Diana Ross & The Supremes \| Greatest Hits[25] \| - \| \| 2. Dezember 1967 – 29. Dezember 1967 4 Wochen (insgesamt 4) \| 4 \| The Monkees \| Pisces, Aquarius, Capricorn & Jones Ltd.[26] \| - \| |                                        |                                        |                                          |                           |
| ← 1966 |                                        |                                        |                                          | → 1968 →                  |
| Zeitraum | Wo. ges.                               | Interpret                              | Titel                                    | Zusätzliche Informationen |
| (Zeitraum, Wochen auf Platz eins, Interpret, Titel, zusätzliche Informationen) |                                        |                                        |                                          |                           |
| 31. Dezember 1966 – 10. Februar 1967 6 Wochen (insgesamt 13) | 13                                     | The Monkees                            | The Monkees                              | -                         |
| 11. Februar 1967 – 16. Juni 1967 18 Wochen (insgesamt 18) | 18                                     | The Monkees                            | More of The Monkees                      | -                         |
| 17. Juni 1967 – 23. Juni 1967 1 Woche (insgesamt 1) | 1                                      | Herb Alpert & The Tijuana Brass        | Sounds Like...                           | -                         |
| 24. Juni 1967 – 30. Juni 1967 1 Woche (insgesamt 1) | 1                                      | The Monkees                            | Headquarters                             | -                         |
| 1. Juli 1967 – 13. Oktober 1967 15 Wochen (insgesamt 15) | 15                                     | The Beatles                            | Sgt. Pepper’s Lonely Hearts Club Band    | -                         |
| 14. Oktober 1967 – 27. Oktober 1967 2 Wochen (insgesamt 2) | 2                                      | Bobbie Gentry                          | Ode to Billie Joe                        | -                         |
| 28. Oktober 1967 – 1. Dezember 1967 5 Wochen (insgesamt 5) | 5                                      | Diana Ross & The Supremes              | Greatest Hits                            | -                         |
| 2. Dezember 1967 – 29. Dezember 1967 4 Wochen (insgesamt 4) | 4                                      | The Monkees                            | Pisces, Aquarius, Capricorn & Jones Ltd. | -                         |